# Joseph Moerenhout
Joseph "Jef" Moerenhout (Lede, 10 de março de 1910 - Tielt, 10 de março de 1966) foi um ciclista belga que foi profissional entre 1932 e 1946 em que conseguiu diferentes vitórias de etapas e em provas de um dia.

## Palmarés
- 1934
  - Vencedor de uma etapa da Volta em Bélgica
  - Vencedor de uma etapa do Tour do Oeste
- 1935
  - 1º na Volta à Bélgica e vencedor de 2 etapas
- 1937
  - 1º na Panne
- 1942
  - 1º no GP Moerenhout
- 1943
  - 1º no Circuito dos Montes Flandrien
- 1944
  - 1º no Circuito dos Montes Flandrien
  - 1º no Circuito da Bélgica e vencedor de 2 etapas
- 1945
  - 1º na Bruxelas-Bruxas
  - 1º no GP da Famenne
- 1946
  - 1º no GP Moerenhout

### Resultados ao Tour de France
- 1933. Excluído à 8a etapa.